# Sebastià Cardell i Tomàs
Sebastià Cardell i Tomàs (Llucmajor, Mallorca, 2 de febrer del 1921 - 3 d'agost del 2015) fou un folklorista mallorquí membre de la Reial Acadèmia de Bones Lletres.
Cardell fou professor de Llengua Catalana per la Universitat Autònoma de Barcelona (1978) i es dedicà professionalment a l'educació primària al Col·legi de Sant Bonaventura de Llucmajor fins a la seva jubilació. La seva principal afecció va ser la cultura popular dels llucmajorers (costums, cançons, refranys, etc.) i les traduccions. Destaquen especialment els seus treballs sobre els glosadors locals Guillem Pastor Tomàs i Miquel Font i Font. Mensualment col·laborava amb la revista local Llucmajor de Pinte en Ample editada per l'Obra Cultural Balear de Llucmajor amb transcripcions de documents inèdits històrics (rondalles, testaments, etc.).

## Obres
- La cançó popular (1986). Pregó de Fires 1985.
- Cançons populars mallorquines (1988). Recull de poesia tradicional.
- Cançons populars mallorquines. Arreplegades per Joan A. Mòjer i Noguera "l'amo en Joan de Ses Males Cases" (Llucmajor 1859-1941). Classificades i ordenades per Sebastià Cardell (2000).
- Cultura oral a Llucmajor (2000).
- La Cançó de les transformacions (2007) a l'obra Miscel·lània d'homenatge a Mateu Montserrat i Pastor, coordinada per Josep Sacarés Mulet.

## Distincions
- "L'Espigolera" de l'Ajuntament de Llucmajor (2000).
- Membre de la Reial Acadèmia de Bones Lletres (Acadèmics corresponents nacionals) (2002).